# Lijst van Belgische componisten
Dit is een lijst van Belgische componisten van wie een artikel is opgenomen in Wikipedia.

## A
- Jean Absil
- Jean-Baptiste Accolay
- Emanuel Adriaenssen
- Egide Aerts
- Hans Aerts
- Petrus Alamire
- Karel Albert
- Flor Alpaerts
- Franz Andelhof
- Charles François Angelet
- Jean Hubert Joseph Ansiaux
- Gentil Theodoor Antheunis
- Georges Antoine
- Benedictus Appenzeller
- Bert Appermont
- Jakob Arcadelt
- Joseph Artot

## B
- Ignace Baert
- August Baeyens
- Henry Mathias Balthasar-Florence
- Antoine Barbe
- René Barbier
- Jacobus Barbireau
- Josquin Baston
- Luc Bataillie
- Pierre Bartholomée
- Noel Bauldeweyn
- Arsène Becuwe
- Jan Belle
- Ralph Benatar
- Constantin Bender
- Jean-Valentin Bender
- Peter Benoit
- Dominique II Berger
- René Bernier
- Jean-Luc Bertel
- Gérard Bertouille
- Antoine Bessems
- Michail Bezverchni
- Kurt Bikkembergs
- Petrus Josephus Bille
- Biquardus
- Edward Blaes
- Jules Blangenois
- Jean Blaute
- Dirk Blockeel
- Jan Blockx
- Lionel Blomme
- Firmin Blondeel
- Thomas Blondelle
- Philippe Boesmans
- Maurice Bonnaerens
- Frans Boon
- Guilielmus Borremans
- Cornelis Boscoop
- Arthur Bosmans
- Nicolas Bosret
- Thomas-Louis Bourgeois
- Jules Bovery
- Hugo Boy Monachus
- Daniël Bracke
- Johannes Brassart
- Louis Brassin
- Gaston Brenta
- Simon le Breton
- Luc Brewaeys
- Jan Broeckx
- Dirk Brossé
- Arnold von Bruck
- Boudewijn Buckinx
- Valéry Bury
- Antoine Busnois
- Pieter Busschaert
- Jules Busschop

## C
- Peter Cabus
- Joseph Callaerts
- Cecilia Callebert
- Alex Callier
- Jacques Calonne
- Godefroid Camauer
- Karel Candael
- Steven Candael
- Fud Candrix
- Louis Canivez
- Safford Cape
- Roland Cardon
- Philip Catherine
- Pepijn Caudron
- Frits Celis
- Alexandre Chevillard
- Raymond Chevreuille
- Wim Claes
- Ludo Claesen
- Wim Claeys
- Jacobus Clemens non Papa
- Henriëtte Coclet
- Jan Coeck
- Jim Cole
- Paul Collins
- Claude Coppens
- Roland Coryn
- Alain Crépin
- Gwen Cresens
- Mathieu Crickboom

## D
- Dieudonné Dagnelies
- Joseph dall' Abaco
- Charles Auguste de Bériot
- August De Boeck
- Marcel De Boeck
- Francis de Bourguignon
- Gustave de Burbure de Wesembeek
- Leon de Burbure de Wesembeek
- Oscar de Burbure de Wesembeek
- Jan Decadt
- Alexis De Carne
- René de Clercq
- Emiel De Cloedt
- Jacques-Félix De Coninck
- Henri-Jacques de Croes
- Henri-Joseph de Croes
- Désiré Defauw
- Bart Defoort
- René Defossez
- Pierre De Geyter
- Arthur De Greef
- Octaaf de Hovre
- Théo De Joncker
- Marinus de Jong
- Marcel De Keukeleire
- Jos de Klerk
- Joseph Delafaille
- Frank Deleu
- Eva dell'Acqua
- Ephrem Delmotte
- Jan De Maeyer
- Louis De Meester
- Philippus de Monte
- Dirk De Nef
- Jules Denefve
- Adolf Denyn
- Gustaaf de Pauw
- Auguste de Peellaert
- Jan Depreter
- Guido De Ranter
- Louis Derdeyn
- Ernest de Regge
- Clem De Ridder
- Stanislas Deriemaeker
- Karel De Schrijver
- Jan De Smet
- Francis De Smet
- Jürgen De Smet
- Johan De Stoop
- Ignace de Sutter
- Josquin des Prez
- Lodewijk de Vocht
- Isidoor De Vos
- Frédéric Devreese
- Karel De Wolf
- Jeroen D'hoe
- Henry-George d'Hoedt
- Jos D'hollander
- Adolf D'Hulst
- Napoleon Distelmans
- Paul Douliez
- Chris Dubois
- Yvon Ducène
- Guy Duijck
- Johan Duijck
- Charles Dumolin
- Eduard Dupan
- Joseph Dupont
- Albert Dupuis
- Sylvain Dupuis
- Emmanuel Durlet
- Lieven Duvosel

## E
- Frank Engelen
- Bjorn Eriksson
- Johan Evenepoel
- Ann Eysermans

## F
- Jean-Luc Fafchamps
- Johan Famaey
- Gérard Favere
- Gaston Feremans
- Stefaan Fernande
- Sarah Ferri
- François-Joseph Fétis
- Hans Flower
- Bernard Foccroulle
- Georges Follman
- Eugénie-Emilie Juliette Folville
- Jacqueline Fontyn
- César Franck
- Charles Frison
- Pierre Froidebise

## G
- Louis Gasia
- Lucien Gekiere
- François-Auguste Gevaert
- Remi Ghesquiere
- Paul Gilson
- Elias Gistelinck
- François Glorieux
- Karel Goeyvaerts
- Peter Emil Gohr
- Eugène Goossens
- Alphonse Goovaerts
- Francis Goya
- André Ernest Modeste Grétry
- Albert Grisar
- Robert Groslot
- Max Guillaume
- Gus Deloof

## H
- Carel Hacquart
- Philip Hacquart
- Jan Hadermann
- Jos Hanniken
- Joseph Hanoulle
- Charles Louis Hanssens
- Alphonse Hasselmans
- Arthur Heldenberg
- Wim Henderickx
- Robert Herberigs
- Louis Hubené
- Gustave Huberti
- Emiel Hullebroeck
- Jan Huylebroeck

## I
- Matthieu Idmtal

## J
- Bart Jacobs
- Joseph Jongen
- Léon Jongen
- Chris Joris

## K
- Willem Kersters
- Tom Kestens
- Gert Keunen
- Edward Keurvels
- Willy Koester
- François Krafft
- Hubert-Ferdinand Kufferath
- Louis Kufferath
- Nicolas Kummert

## L
- Henri-Joseph Labory
- Dany Lademacher
- Mathieu Lamberty
- Jean Lambrechts
- Pietro Lanciani
- Louis Langlois
- Henri Lannoy
- André Laporte
- Wim Lasoen
- Franz Laumans
- Paul-Henri-Joseph Lebrun
- Clovis Lecail
- Jacques Leduc
- Pieter Leemans
- Albert Lefèbvre
- Victor Legley
- Guillaume Lekeu
- Hubert Lelièvre
- Deodatus Alphonse Lemaire
- Jacques-Nicolas Lemmens
- Wouter Lenaerts
- Wim Leo
- Hubert Léonard
- Jos Lerinckx
- Peter Lesage
- Jan Leyers
- Auguste Liessens
- Albert Lietaert
- Henri Lietaert
- Emile Limbor
- Armand Limnander de Nieuwenhove
- David Linx
- Joris Lippens
- Aimé Lombaert
- Armand Lonque
- Georges Lonque
- Edward Loos
- Tars Lootens
- Jean Louël
- Martin Lunssens
- Guy-Philippe Luypaerts
- George Luyten

## M
- Amand Maerten
- August Maes
- Ernest Maes
- Jef Maes
- Léon Maes
- Lode Maes (1899-na 1933)
- Antoine Mahaut
- Alfred Mahy
- Charles-Albert Maiscocq
- Geert Malisse
- Robert Mans
- Louis Marischal
- Armand Marsick
- Jacques Martin
- Emiel Henri Martony
- Erik Mast
- Johannes Matelart
- Marcel Mattheessens
- Mathieu Max
- August Meeus
- Lode Meeus
- Martin-Joseph Mengal
- Fernand Mertens
- Wim Mertens
- Alfons Mervillie
- Karel Mestdagh
- Henri Mestrez
- Arthur Meulemans
- Herman Meulemans
- Raymond Micha
- Jacques-Joseph Michel
- Frans Mille
- Stef Minnebo
- Karel Miry
- Azer Moenaert
- Léon Moeremans
- Jos Moerenhout
- Gustaf Moerman
- Hendrik Moerman
- Jules Moerman
- Pieter Moerman
- Prosper Moerman
- Constant Moreau
- Renaat Mores
- Ivo Mortelmans
- Lodewijk Mortelmans
- Pierre Moulaert
- Raymond Moulaert
- Marc Moulin
- Justin Muldermans
- Karel Muldermans
- Victor Petrus Ludovicus Muyldermans
- Roger Muylle

## N
- Jozef Nachtergaele
- Toon Nauwelaerts
- Jacques-Antoine-Baptiste Neerman
- Staf Nees
- Vic Nees
- Nico Neyens
- Frederik Neyrinck
- Alfons Nicolaï
- Denis Nicolas
- Johan Nijs
- Jef Neve
- Claudine Novikow
- Frank Nuyts
- Gaston Nuyts

## O
- Jacob Obrecht
- Tony Osaer
- Willy Ostyn
- Karel Otto
- Leo Ouderits

## P
- Bert Paige
- Jules Painparé
- Charlemagne Palestine
- Jean-Baptiste de Pauw
- Maurice Pauwels
- Flor Peeters
- Marcel Peeters
- Rik Pelckmans
- Willem Pelemans
- Martin Peudargent
- Bart Picqueur
- Koen Pletinckx
- Marcel Poot
- Lucien Posman
- Simon Poulain
- Henri Pousseur
- Jean Preckher
- Armand Preud'homme
- Arthur Prévost

## Q
- Marcel Quinet

## R
- Pierre Rapsat
- Gilbert Redant
- Jean-François Redouté
- Auguste Reyns
- Peter Ritzen
- Jean-Jacques Robson
- Oscar Roels
- Herman Roelstraete
- Kris Roemers
- Fernand Rogister
- Carl Rosier
- Cypriano de Rore
- Norbert Rosseau
- Jef Rottiers
- Pierre de la Rue
- Fernand Ruelle
- Florent Leonard Ruyssinck
- Joseph Ryelandt

## S
- Sadi
- Adolphe Samuel
- Henri Sarly
- Daniel Schell
- Raphaël Schillebeeckx
- Camille Schmit
- Maurice Schoemaker
- Paul Schollaert
- Léopold Schroeven
- Raymond Schroyens
- Alphons Schynkel
- Jan Segers
- Andy Sergeant
- Henri Seroka
- Dirk Serries
- Adrien François Servais
- Louis Slootmaeckers
- Marcel Slootmaeckers
- Roland Smeets
- Carl Smulders
- Joseph-François Snel
- Willy Soenen
- André Souris
- Mathieu Spoel
- Wim Stas
- Paul Steegmans
- Michel-Joseph Steenbruggen
- Daniel Sternefeld
- Oscar Stoumon
- Jean Strauwen
- Jules-Emile Strauwen sr.
- Pierre Strauwen
- Jules Strens
- Kris Stroobants
- Tielman Susato
- Piet Swerts
- Erwin Swimberghe

## T
- Rudi Tas
- Jelle Tassyns
- Pierre Thielemans
- Toots Thielemans
- César Thomson
- Nicolas Thys
- Roland Thyssen
- Edgar Tinel
- Jef Tinel
- Karel Torfs
- Tout Va Bien
- Cornelius-Jean-Joseph Tuerlinckx
- Pierre-Joseph Turine

## U
- Eugeen Uten
- Alexander Utendal
- Frans Uyttenhove

## V
- Frank Vaganée
- Anatole van Assche
- Jan van den Acker
- Theo Vanderpoorten
- Aram Van Ballaert
- Lars Van Bambost
- Michel Van Caeneghem
- Bram Van Camp
- François Van Campenhout
- Werner Van Cleemput
- Al Van Dam
- Didier Van Damme
- Cyriel Van den Abeele
- Wouter Vandenabeele
- Jef Van den Berg
- Othon-Joseph Vandenbroecke
- Kevin Vandyck
- Johan Vanden Eede
- Jef van den Eynde
- Abraham van den Kerckhoven
- Alain Vande Putte
- Ernest van der Eyken
- Armand Vanderhagen
- Jozef Van der Meulen
- Jan Van der Roost
- David Van de Woestijne
- Pierre Van Dormael
- Oscar Van Durme
- Florimond van Duyse
- Prosper Van Eechaute
- Xavier van Elewyck
- Karel Van Eycken
- Leo Van Gheluwe
- Françoise Vanhecke
- Charles-Joseph van Helmont
- Jeroen Van Herzeele
- Jef van Hoof
- Fred Van Hove
- Camil Van Hulse
- Jan Van Landeghem
- Etienne Evarist Van Maldeghem
- Robert Julien Van Maldeghem
- Pieter van Maldere
- Julien Vannetelbosch
- Jules Van Nuffel
- Annelies Van Parys
- Bernard Van Perck
- Frederik van Rossum
- Jenny Van Rysselberghe
- Sebastiaan Van Steenberge
- René Vanstreels
- Louis Van Waefelghem
- Alain Van Zeveren
- Maurice Vaute
- Lucie Vellère
- Francesco Venturini
- Frans Ludo Verbeeck
- Karel Verbiest
- Carl Verbraeken
- Henry Verdhurdt
- Hilmer Verdin
- Joris Verdin
- Renaat Veremans
- André Vergauwen
- Augustinus Verhaegen
- Steven Verhelst
- Arthur Verhoeven
- Pieter Verlinden
- Hans Vermeersch
- Erik Vermeulen
- Gabriël Verschraegen
- Etienne Verschueren
- Serge Verstockt
- John Levin Verweire
- Henri Vieuxtemps
- Josée Vigneron-Ramackers
- Léandre Vilain
- Sam Vloemans
- Victor Vreuls
- Guibert Vrijens
- Jules Vyverman

## W
- Hendrik Waelput
- Gerrit Wagner
- André Waignein
- Léon Walpot
- Emile Wambach
- Franz Wangermée
- Firmin Wantier
- Petrus Weemaels
- Wilfried Westerlinck
- Miguel Wiels
- Arthur Wilford
- Adriaan Willaert
- Steve Willaert
- André Wilmet
- Juliaan Wittock
- Anne Wolf
- Martinus Wolf
- Danny Wuyts
- Bald Wyntin

## Y
- Eugène Ysaÿe

## Z
- Frans Zielens